# ماهوت كلا (دابوي الجنوبي)
ماهوت کلا (بالفارسية: ماهوت‌کلا) هي قرية تقع في إيران في قسم دابوي الجنوبی الريفي. يقدر عدد سكانها بـ 183 نسمة بحسب إحصاء 2016.